# Полех, Валерий Владимирович
Вале́рий Влади́мирович По́лех (5 июля 1918, Москва — 6 сентября 2006, Москва) — советский и российский валторнист и музыкальный педагог, солист оркестра Большого театра и Большого симфонического оркестра Всесоюзного радио и Центрального телевидения, преподаватель Московской консерватории, лауреат всесоюзного и международного конкурса, Заслуженный артист РСФСР (1959), почётный член международного общества валторнистов, первый исполнитель концерта для валторны с оркестром Рейнгольд Глиэра.

## Биография
В 1937 году окончил Музыкальное училище им. Октябрьской революции. Окончил Московскую консерваторию (класс Ф. Ф. Эккерта).
В годы Великой Отечественной войны играл в оркестре Наркомата обороны, Краснознамённом ансамбле имени Александрова. В 1946—1974 годах — солист оркестра Большого театра. В 1955—1995 годах — преподаватель Музыкального училища при Московской консерватории.
Похоронен в Москве на Даниловском кладбище.

## Сочинения
- Хрестоматия игры на валторне. Пьесы, этюды, упражнения, ансамбли. — М., 1975
- Школа игры на валторне. — М., 1986.

## Награды и звания
- Два ордена «Знак Почёта» (27.05.1951[2] и 25.05.1976[3].)
- Заслуженный артист РСФСР (1959)
- Лауреат I премии Всесоюзного конкурса музыкантов-исполнителей (1941)
- Лауреат I премии II Всемирного фестиваля молодёжи и студентов (Будапешт, 1949)